# Alfoz de Quintanadueñas
Alfoz de Quintanadueñas est une commune d'Espagne dans la communauté autonome de Castille-et-León, province de Burgos.  Elle s'étend sur 41,51 km2 et comptait environ 1 936 habitants en 2011.